# Parantica weiskei ssp. thalassina
Parantica weiskei thalassina је подврста Parantica weiskei, врсте лептира која припада породици шаренаца (лат. Nymphalidae).

## Распрострањење
Индонезија је једино познато природно станиште подврсте.

## Станиште
Подврста Parantica weiskei thalassina има станиште на копну.

## Угроженост
Ова подврста се сматра рањивом у погледу угрожености од изумирања.